# Ormen (film, 1912)
Ormen är en svensk stumfilm från 1912 regisserad av Poul Welander med Otto Jacobsen, Hans Dynesen och Ida Nielsen i huvudrollerna. 

## Handling
En överste, hans son marinlöjtnanten Helge och hans niece Eina har just avslutat frukosten. Översten går med sonen genom slottsparken för att visa några ormar som han fört med sig från sin tjänstgöring i Indien. Eina och en gammal trotjänarinna, mulattkvinnan Lucy, står och ser efter Helge. Einas hjärta brinner för honom. Lucy dyrkar sin härskarinna Eina, Eina kommer till ormburen och lyckas övertala Helge att följa med på en roddtur. Han uppträder dock påfallande reserverat. Översten får ett brev från en vän och kollega, överste Sterner. Denne ska resa till Indien, vill under tiden lämna dottern Rosa under vännens beskydd. Rosa anländer och välkomnas hjärtligt, väl hjärtligt av Helge -- anser åtminstone Eina. Medan Helge underhåller Rosa med en roddtur, ägnar sig Eina åt stormande svartsjuka på sitt rum. Hon river sönder ett fotografi av Helge. Lucy ser Helge och Rosa kyssa varandra. Hon berättar vad hon sett för Eina. Översten reser bort, och de unga lämnas åt sig själva. 
Rosa tas med på en visning av ormarna -- men efteråt är det ingen som tänker på att stänga locket till buren. En orm smiter ut. Den ringlar genom terrängen. Till sist tar den sig ut i en roddbåt, där den rullar ihop sig under aktertoften. Helge och Rosa ger sig ut på en svärmisk roddtur. Genom sitt fönster ser Eina båten glida fram på den lilla sjön. Plötsligt ropar hon till och stänger fönstret. I båten har ormen vaknat till. Den hugger Rosa i benet. Giftet verkar snabbt. Helge bär Rosa till hennes rum och pysslar om henne i väntan på att doktorn ska komma. Också efter läkarbesöket fortsätter han att ängsligt vaka hos sin älskade. Lucy blandar sömnmedel i det te som ska hålla Helge vaken. Hon träffar också en strykare som ska hjälpa henne att utföra den brottsliga planen -- att röva bort Rosa sedan Helge somnat. Eina invigs i planen och gillar den. Av instinktiv misstänksamhet låter Helge sitt te stå orört. Han dricker i stället ett glas vin och faller i halvslummer. Han vaknar dock av ljudet från Lucys, Einas och strykarens förberedelser. Han tittar ut och kan med egna ögon se vad som är på färde. Einas rum ligger rakt under Rosas. Helge rusar ned med en revolver i handen, öppnar ljudlöst dörren och får syn på Eina som står lutad ut genom fönstret. Hon håller i ett rep och talar med strykaren nedanför. Helge kastar undan Eina och fyrar av revolvern mot strykaren som kommer klättrande uppför repet. Inkräktaren faller. 
Rosa vaknar i ångest av oväsendet. Strykaren linkar bort, sårad i benet. Lucy skyndar att gömma sig. Eina har förlorat medvetandet. Med möda lyckas Helge väcka henne. Men allt det inträffade har blivit för mycket för henne. Med den sinnesrubbades envisa styrka kämpar hon emot Helge som vill närma sig henne och tala vänligt till henne. Han lyckas med våld tvinga ned henne på en stol. Sedan sjunker han ihop på golvet bredvid, överväldigad av sorg. Så finner Rosa dem. Djupt bedrövad går Rosa till sitt rum. När Helge kommer in, låtsas hon sova. Han ser sorgset på henne och går sin väg. Doktorn anländer och undersöker Eina. Han förebrår Helge som ödmjukt tar på sig skulden till allt elände. I detta läge får Helge order att inställa sig till tjänstgöring. Han fogar sig i detta öde. Doktorn lovar att stanna på slottet tills översten kommer tillbaka. En vecka senare har Eina återvänt till livet. Rosa är fullt frisk och ska resa från den plats där hon lidit sin första kärlekssorg. Det är avskedsfest för Rosa. När hon ska bryta upp, tar hon en blomma, räcker den knäböjande till Eina och kysser rivalens hand. Sedan är hon borta. För första gången på länge tänds ett leende i Einas tärda ansikte. Ett halvår senare är Helge åter hemma. Han och Eina förlovar sig. Än en gång är slottssjön vittne till ung kärlekslycka. Roddbåten med Helge och Eina glider fram över det lugna vattnet.

## Om filmen
Filmen premiärvisades 13 september 1912 på Bostock i Stockholm. Den spelades in vid Krageholms slott i Skåne av Ernst Dittmer. 

## Rollista
- Otto Jacobsen - Helge
- Hans Dynesen - hans far, överste
- Ida Nielsen - Rosa
- Emilie Otterdahl - Eina